# Nas Ondas de Itacaré
Nas Ondas de Itacaré foi a terceira edição do reality show esportivo brasileiro Nas Ondas, apresentado pela Rede Globo, e que é exibido dentro do Esporte Espetacular (dentro programação do Verão Espetacular).
O programa, que tem elementos de campeonato de surf e de reality show foi gravada em outubro de 2011, e foi exibido nos dias 25 de Dezembro de 2011 e 01 de Janeiro de 2012. Pela primeira vez os participantes ficaram hospedados juntos, em uma casa colonial localizada a apenas 30 metros da Prainha, principal locação do programa. Assim, durante uma semana, os dez participantes selecionados para o reality esportivo conviveram em uma fazenda de frente para uma das mais belas praias de Itacaré, a Prainha.
Ademar Freire, Binho Nunes e Danylo Grillo foram os juízes e Pedro Muller, o diretor da prova de surfe e comentarista desta edição. Mariana Cartier e André Gallindo foram os responsáveis pelas reportagens e Ricardo Porto assinou a direção.

## Participantes
- Artistas - Paulo Zulu (modelo) e Diego Gasques (ex-BBB)
- Surfistas Profissionais - Pedro Scooby, Guilherme Tripa, Bruna Schmitz e Marina Werneck
- Internautas - Suzan Kato, Cristovão Baltazar, Pedro Menezes e Fernanda Infanti[6]

Esta edição teve a participação especial do sambista carioca Diogo Nogueira, que, além de comentar a prova de surfe, teve a missão de ajudar as equipes na prova musical do programa.

## Provas
Fizeram-se presentes nesta edição: Provas de surfe, trilha, arvorismo, prancha a remo, rafting, melhor manobra e fute-tênis. Além disso, os participantes tiveram que se virar para compor uma música e fazer uma receita de chocolate com o fruto típico da região, o cacau.

## Equipes
Nesta edição, as equipes foram formadas por cinco integrantes: 1 personalidade, 2 surfistas profissionais (um homem e uma mulher) e 2 internautas.
- Equipe "Cacau" - Paulo Zulu, Pedro Scooby, Bruna Schmitz, Suzan Kato e Pedro Menezes
- Equipe "Dendê" -  Diego Gasques, Guilherme Tripa, Marina Werneck, Cristovão Baltazar e Fernanda Infanti

## Equipe vencedora
Os vencedores desta edição foram os integrantes da equipe "Cacau", formada pelos surfistas profissionais Pedro Scooby e Bruna Schmitz, o modelo Paulo Zulu, e pelos internautas Suzan Kato e Pedro Menezes. Eles receberam a premiação de R$ 10 mil.